# Vetrofania

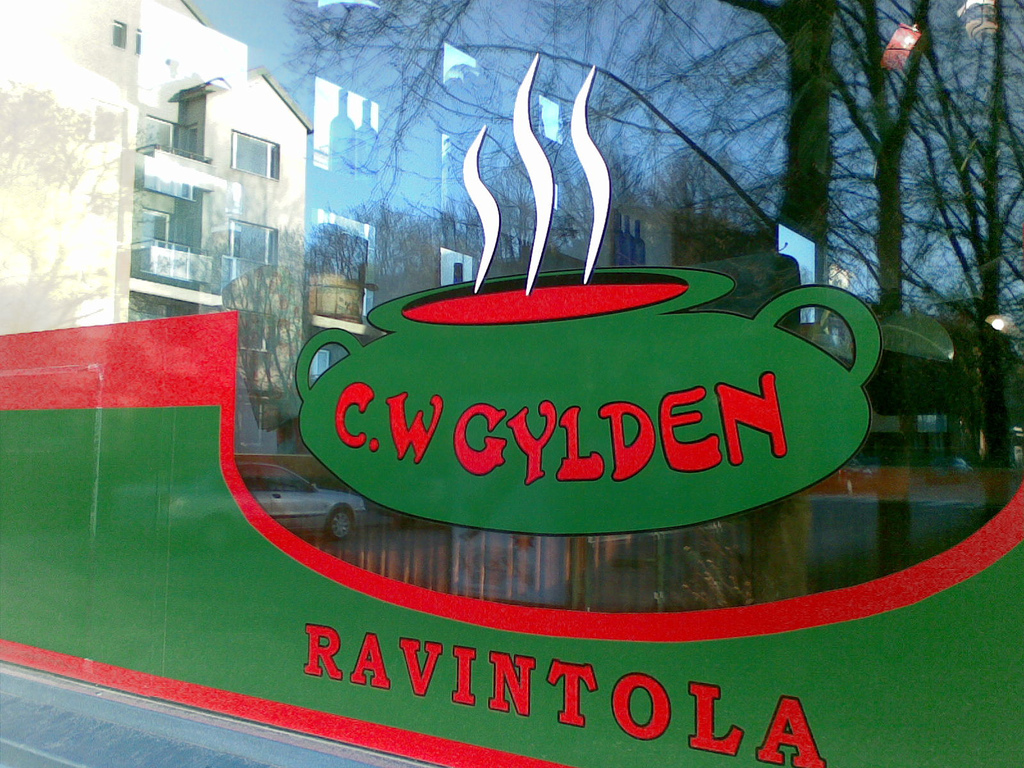
Vetrina di un ristorante in Finlandia

La vetrofanìa è un'etichetta adesiva che contiene un'informazione, generalmente di carattere pubblicitario, destinata all'applicazione sulla superficie di una vetrina espositiva di un locale pubblico in modo tale da essere letta dall'esterno, in particolar modo dai passanti lungo il marciapiede e dagli occupanti di veicoli circolanti lungo la strada dove si affaccia il locale. Vetrofanie di piccole dimensioni sono anche utilizzate in altri ambiti, per esempio in campo automobilistico.

## Etimologia
Il termine vetrofania deriva dall'italianizzazione del francese vitrauphanie o vitrophanie  (quest'ultimo è un nome depositato). La parola francese è a sua volta probabilmente derivata da vitraux (vetrata) e dal verbo greco ϕαν (apparire).

## Usi

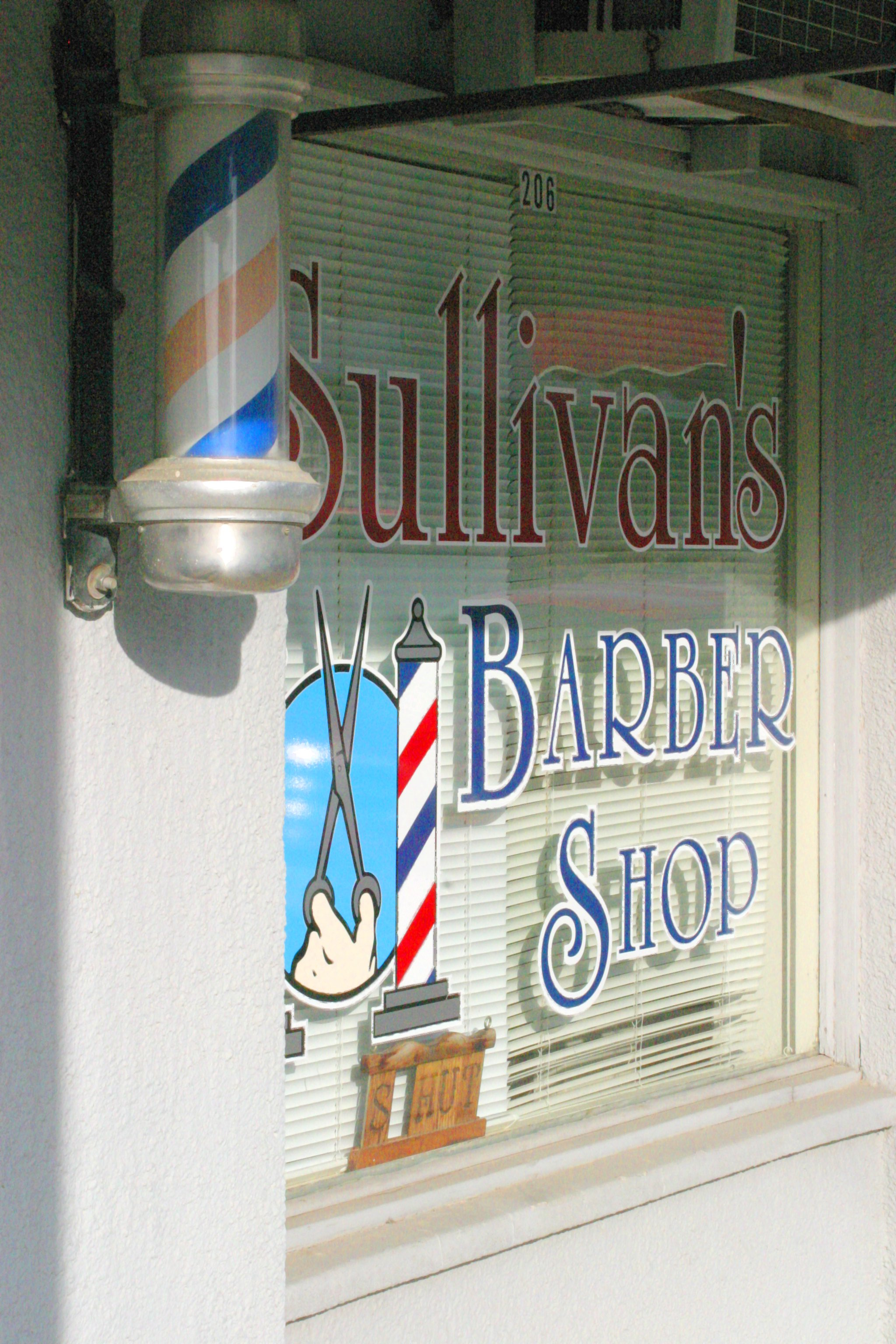
Vetrofania sulla vetrina di un barbiere in Arkansas.

Nella prima metà del XIX secolo, le vetrofanie erano lastre di vetro dipinte, usate in negozi ed abitazioni a scopo decorativo, con lo scopo di lasciar comunque passare parte della luce, impedendo la vista dall'esterno.
Le vetrofanie possono avere dimensioni molto variabili. La dimensione è scelta in base alla grandezza della vetrina e della visibilità che il negoziante intende dare all'informazione. La manualistica di settore consiglia per esempio di non eccedere nella copertura delle superfici vetrate, che dovrebbero in genere rimanere per la maggior parte libere.
Come per altre forme di pubblicità, l'esposizione al pubblico delle vetrofanie è regolamentata da appositi atti amministrativi, che possono specificare le modalità di posizionamento, i contenuti permessi o vietati e dimensioni massime delle stesse. In genere l'ente competente per questo tipo di regolamentazione è il comune.

## Tipologie
I tipi di adesivi per vetrine possono essere realizzati in adesivo prespaziato e stampa digitale adesiva. A seconda delle esigenze, è possibile scegliere tra vetrofanie permanenti, ideali per applicazioni durature come i loghi aziendali, e vetrofanie removibili, perfette per promozioni stagionali o campagne a tempo. Le versioni microforate consentono di mantenere la privacy all’interno del locale continuando a vedere verso l’esterno, mentre quelle satinate garantiscono riservatezza lasciando passare la luce naturale. Per grafiche più stilizzate, loghi o scritte, le vetrofanie prespaziate rappresentano la soluzione più adatta. In sostanza, la scelta della tipologia di vetrofanie dipende sempre dagli obiettivi di comunicazione e dal contesto d’uso.